# Yves Bressy
Pour les articles homonymes, voir Bressy.
Yves Bressy, né le 25 mars 1943 à Monteux, est un arbitre international français de rugby à XV.

## Biographie
Deuxième ligne ou troisième ligne centre de Monteux il vient à l'arbitrage en 1968 à la suite d'un match contre Châteauneuf-du-Pape qui se solde par une bagarre générale où sa licence est retenue. Les numéros sur la feuille de match ayant été inversés, il est suspendu un mois et ce malgré son innocence sur les faits. C'est son dernier match, et il décide de rejoindre le corps arbitral.
Il gravit rapidement les échelons, intégrant la liste des arbitres du Championnat de France de rugby à XV en 1973. Le 25 mai 1985 au Parc des Princes à Paris, il arbitre la finale entre le Stade toulousain et le RC Toulon.
Il participe aux finales de 1986 et 1988 en tant que juge de touche.
Il prend sa retraite sportive en 1993 et s'investit au sein du Comité de Provence de rugby et notamment au sein de la cellule des arbitres. Il devient ensuite Directeur de match, fonction qu'il occupait encore en 2012.
Au niveau international, il officie au niveau de la FIRA et de l'IRB. Il officie dans le Tournoi des Cinq Nations en 1988 lors du match Pays de Galles contre l'Écosse.
Il reçoit la médaille d'or de la jeunesse et des sports en 2012 pour récompenser son investissement dans le monde sportif.

## Distinctions
- Médaille de la jeunesse, des sports et de l'engagement associatif, or